# Jewgeni Andrejewitsch Lebedew
Jewgeni Andrejewitsch Lebedew (russisch Евгений Андреевич Лебедев, engl. Transkription Yevgeniy Andreyevich Lebedev; * 19. Februar 1981) ist ein ehemaliger russischer Sprinter, der sich auf den 400-Meter-Lauf spezialisiert hat. Mit der russischen 4-mal-400-Meter-Staffel gewann er 2006 die Bronzemedaille bei den Hallenweltmeisterschaften in Moskau.

## Sportliche Laufbahn
Erste internationale Erfahrungen sammelte Jewgeni Lebedew vermutlich im Jahr 2001, als er bei den U23-Europameisterschaften in Amsterdam mit der russischen 4-mal-400-Meter-Staffel in 3:06,41 min die Bronzemedaille hinter den Teams aus dem Vereinigten Königreich und Deutschland gewann. Im Jahr darauf schied er bei den Halleneuropameisterschaften in Wien mit 47,39 s im Vorlauf über 400 Meter aus und belegte mit der Staffel in 3:08,02 min den vierten Platz. Im August schied er dann bei den Freilufteuropameisterschaften in München mit 47,08 s erneut in der ersten Runde über 400 Meter aus und verhalf der Staffel zum Finaleinzug und trug somit zum Gewinn der Silbermedaille bei. 2005 belegte er bei den Weltmeisterschaften in Helsinki in 3:03,20 min im Finale den fünften Platz im Staffelbewerb und im Jahr darauf gewann er bei den Hallenweltmeisterschaften in Moskau in 3:06,91 min gemeinsam mit Konstantin Swetschkar, Alexander Derewjagin und Dmitri Petrow die Bronzemedaille hinter den Teams aus den Vereinigten Staaten und Polen. Im August gelangte er bei den Europameisterschaften in Göteborg mit 3:04,73 min auf Rang sieben, ehe er beim IAAF World Cup in Athen in 3:04,15 min Siebter wurde. 2010 beendete er dann seine aktive sportliche Karriere im Alter von 29 Jahren.
In den Jahren 2000 und 2002 wurde Lebedew russischer Meister in der 4-mal-400-Meter-Staffel. Zudem wurde er 2002 auch Hallenmeister in der 4-mal-200-Meter-Staffel.

## Persönliche Bestleistungen
- 400 Meter: 45,77 s, 23. Juli 2005 in Tulsa
  - 400 Meter (Halle): 46,69 s, 18. Februar 2006 in Moskau